# Kinston (Alabama)
Kinston is een plaats (town) in de Amerikaanse staat Alabama, en valt bestuurlijk gezien onder Coffee County.

## Demografie
Bij de volkstelling in 2000 werd het aantal inwoners vastgesteld op 602.
In 2006 is het aantal inwoners door het United States Census Bureau geschat op 607, een stijging van 5 (0,8%).

## Geografie
Volgens het United States Census Bureau beslaat de plaats een oppervlakte van
12,6 km², geheel bestaande uit land. Kinston ligt op ongeveer 82 m boven zeeniveau.

## Plaatsen in de nabije omgeving
De onderstaande figuur toont de plaatsen in een straal van 24 km rond Kinston.

## Geboren
- Dean Daughtry (1946-2023), toetsenist